# Irena Vrkljan
Irene Vrkljan (Belgrád, 1930. augusztus 21. – Zágráb, 2021. március 23.) horvát író, költő, műfordító.

## Élete
1930. augusztus 21-én született Belgrádban. 1940-ben, tízéves korában költözött családjával Zágrábba. A Zágrábi Egyetemen, majd 1969-ben a berlini filmakadémián tanult. Zágrábban és Berlinben élt felváltva. Horvát és német nyelven alkotott, továbbá horvát szerzők műveit fordította német nyelvre. 2006-ban Vladimir Nazor-díjjal tüntették ki.

## Díjai, elismerései
- Ksaver Šandor Gjalski-díj (1985)
- Vladimir Nazor-díj (2006, életmű)

## Művei
- Krik je samo tišina (1954)
- Paralele (1957, versek)
- Stvari već daleke (1962)
- Doba prijateljstva (1966, regény)
- Soba, taj strašni vrt (1966, versek)
- U koži moje sestre (1982, versek)
- Svila, škare (1984)
  - Selyem, olló (2009); fordította Radics Viktória; L'Harmattan, Budapest
- Marina ili o biografiji (1987)
- Berlinski rukopis (1988)
- Dora, ove jeseni (1991, regény)
- Posljednje putovanje u Beč (2000, regény)
- Smrt dolazi sa suncem (2002)
- Naše ljubavi, naše bolesti (2004)
- Zelene čarape (2005)
- Sestra, kao iza stakla (2006)
- Sabrana proza 1-2 (2006)
- Dnevnik zaboravljene mladosti (2007)
- Svila nestala, škare ostale (2008)
- Pismo u pismu (2009, u suautorstvu s Jasnom Horvat)
- Žene i ovaj suludi svijet (2010)
- Koračam kroz sobu (2014)

### Magyarul
- Selyem, olló / Marina, avagy Az életrajzról. Két kisregény; ford. Radics Viktória; L'Harmattan, Bp., 2009 (Bóra könyvek)